# Răpirea din serai (album)
Răpirea din serai este treilea album de studio al formației rock Sarmalele Reci.
Înregistrările au avut loc în 1998, în București, în studiourile Magic Sound Production și CMMC Tei Toboc.
Albumul a fost produs de casa de discuri MediaPro Music sub formă de Disc compact și Casetă audio și lansat în 1999.
Compozițiile le aparțin lui Zoltán András (Telefonul nu mai sună, Odată în viață, Omul cu mii de nume), Zoltán András și Mihai Iordache (Dragă Carmen, Prostul satului), Mihai Iordache (Blonda din blocul meu, Prostia la putere, Răpirea din serai, Campion de biliard) și Emil Viciu (Hei, Tase, Și ce dacă, Mi-o fac cu mâna mea, Toată lumea-n stradă). Toate versurile sunt scrise de Florin Dumitrescu, textierul grupului.
Și ce dacă, cea mai punk melodie a albumului, este inspirată de un graffiti văzut de trupă în Germania, care se traduce prin "Scoală. Muncă. Moarte."
Telefonul nu mai sună a beneficiat de un videoclip sponsorizat de firma de ciocolată Stollwerk și difuzat la postul de televiziune Pro TV.. Melodia a fost reluată în 2002 de Alexandru Andrieș pe albumul său Cântece de-a gata și de George Hora

## Lista melodiilor
1. Blonda din blocul meu (Iordache, Dumitrescu)
2. Prostia la putere (Iordache, Dumitrescu)
3. Hei, Tase (Viciu, Dumitrescu)
4. Răpirea din serai (Iordache, Dumitrescu)
5. Și ce dacă (Viciu, Dumitrescu)
6. Omul cu mii de nume ( András, Dumitrescu)
7. Campion de biliard (Iordache, Dumitrescu)
8. Telefonul nu mai sună (András, Dumitrescu)
9. Mi-o fac cu mâna mea (Viciu, Dumitrescu)
10. Dragă Carmen (Iordache -  András, Dumitrescu)
11. Toată lumea-n stradă (Viciu, Dumitrescu)
12. Prostul satului (Iordache -  András, Dumitrescu)
13. O dată în viață ( András, Dumitrescu)

## Membri
- Zoltán András - voce, pian Rhodes, orgă, acordeon
- Emil Viciu - chitară electrică, chitară acustică, voci adiționale
- Mihai Iordache - saxofon, flaut, drâmbă, voci adiționale, percuție
- Adrian Borțun - bas
- Vadim Tichișan - tobe
- Florin Dumitrescu - versuri

## Muzicieni invitați
- Gina Nicola - vioară
- Alexandru Radu - vioară
- Alexandru Duțulescu - violoncel
- Florin Voinea - trompetă
- Sebastian Magheru - trombon

## Colaboratori
- Cristi Solomon - inginer de sunet
- Cristi Dobrică - postprocesare
- Sergiu Negulici & Răzvan Rădulescu - grafică